# 克列皮基區

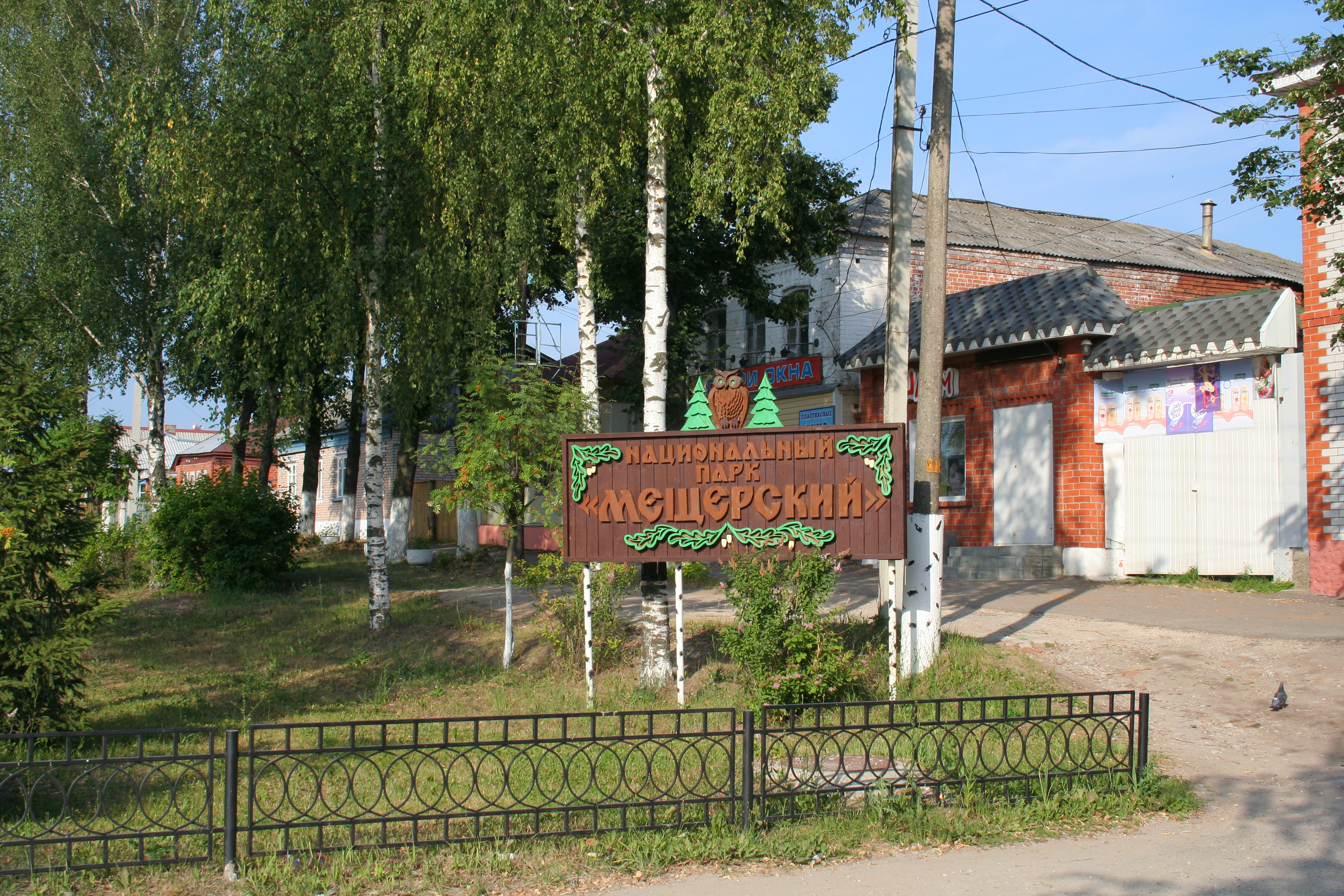

55°08′N 40°10′E / 55.133°N 40.167°E
克列皮基區（俄语：Клепиковский район），是俄羅斯的一個區，位於該國西部，由梁贊州負責管轄，面積3,235平方公里，2010年該區人口25,476，人口密度每平方公里7.88人。